# Kurowate
Kurowate, bażantowate (Phasianidae) – rodzina ptaków z rzędu grzebiących (Galliformes). Obejmuje gatunki grzebiące, zamieszkujące Eurazję, Afrykę, Australazję i Amerykę Północną.

## Cechy charakterystyczne
Ptaki te charakteryzują się:
- zróżnicowaną wielkością (długość ciała 12–235 cm, masa 45–4500 g)
- samce bardzo barwne, często upierzenie z metalicznym połyskiem, posiadają ostrogi
- samice zazwyczaj mniejsze o maskującym ubarwieniu, zazwyczaj pozbawione ostróg
- często na głowie nagie pola jaskrawo ubarwionej skóry
- szybko biegają
- słabo latają
- żywią się pokarmem roślinnym uzupełnianym w okresie lęgowym przez bezkręgowce
- pokarm wydobywają grzebiąc w ziemi
- samce tokują w zrytualizowany sposób
- gnieżdżą się na ziemi
- jeden lęg w roku, 4 do 20 jaj w lęgu
- pisklęta są zagniazdownikami
- osiadłe (wyjątek stanowią niektóre przepiórki)
- niektóre gatunki udomowiono (kura domowa), bądź hoduje się je w stanie półdzikim (np. paw indyjski)[7].

## Systematyka
Do rodziny należą następujące podrodziny:
- Rollulinae Bonaparte, 1850 – pstropióry
- Phasianinae Horsfield, 1821 – bażanty